# Diospyros ghatensis
Diospyros ghatensis är en tvåhjärtbladig växtart som beskrevs av B. R. Ramesh och De Franceschi. Diospyros ghatensis ingår i släktet Diospyros och familjen Ebenaceae. Inga underarter finns listade i Catalogue of Life.